# Le Jour de la haine
Pour plus de détails, voir Fiche technique et Distribution.
Le Jour de la haine (Per 100.000 dollari t'ammazzo) est un western spaghetti italien réalisé par Giovanni Fago (crédité comme Sidney Lean), sorti en 1967.

## Synopsis
Johnny Forest, un chasseur de primes, retrouve la liberté après 10 ans de travaux forcés. Il n'a plus qu'un seul désir : se venger de son frère Clint. Ce dernier a tué de sang-froid leur père puis il a accusé son frère, aussitôt incarcéré à sa place. Depuis, Clint est devenu un bandit assoiffé d'argent à la tête d'une bande de pillards. Alors qu'il cherche à mettre la main sur une caisse remplie d'or avec ses acolytes, Johnny le traque pour l'abattre. Mais il apprend que la dernière volonté de sa mère était de laisser la vie sauve à Clint...

## Fiche technique
- Titre original : Per 100.000 dollari t'ammazzo
- Titre français : Le Jour de la haine
- Réalisation : Giovanni Fago (crédité comme Sidney Lean)
- Scénario : Ernesto Gastaldi, d'après une histoire de Sergio Martino
- Montage : Eugenio Alabiso
- Musique : Nora Orlandi
- Photographie : Federico Zanni
- Production : Mino Loy et Luciano Martino
- Sociétés de production : Flora Film et Zenith Cinematografica
- Société de distribution : Variety Film
- Pays d'origine :  Italie
- Langue originale : italien
- Format : couleur
- Genre : western spaghetti
- Durée : 92 minutes
- Date de sortie :
  -  Italie : 30 novembre 1967

## Distribution
- Gianni Garko (crédité comme Gary Hudson) : Johnny Forest
- Claudio Camaso : Clint Forest
- Piero Lulli : Jurago
- Fernando Sancho : Concalves
- Claudie Lange : Anne
- Bruno Corazzari : Gary
- Susanna Martinková : Mary
- Andrea Scotti : Dr. Jim
- Silvio Bagolini : le vieux shérif
- Dada Gallotti : la chanteuse du saloon
- Maurizio Tocchi : le bras droit de Jurago
- Giovanni Di Benedetto (crédité comme Gianni De Benedetto) : Forest
- Jole Fierro : Mrs. Forest